# جایزه بزرگ آکورا لانگ بیچ ۲۰۲۴
جایزه بزرگ آکورا لانگ بیچ ۲۰۲۴ دومین دور از مسابقات سری ایندی‌کار ۲۰۲۴ بود. این مسابقه در ۲۱ آوریل ۲۰۲۴ در لانگ بیچ، کالیفرنیا، در پیست خیابانی لانگ بیچ برگزار شد. این مسابقه شامل ۸۵ دور بود و اسکات دیکسون در آن به پیروزی رسید.